# Malvoideae
Malvoideae Burnett, 1835 è una sottofamiglia di piante della famiglia delle Malvacee.

## Tassonomia
La sottofamiglia comprende oltre un centinaio di generi in 3 tribù:
- Tribù Gossypieae

- Alyogyne Alef.
- Azanza Alef.
- Cephalohibiscus Ulbr.
- Cienfuegosia Cienfuegosia
- Gossypioides Skovst. ex J.B.Hutch.
- Gossypium L.
- Hampea Schltdl.
- Kokia Lewton
- Lebronnecia Fosberg & Sachet
- Thespesia Sol. ex Corrêa

- Tribù Hibisceae

- Abelmoschus Medik.
- Anotea (DC.) Kunth
- Cenocentrum Gagnep.
- Decaschistia Wight & Arn.
- Dicellostyles Benth.
- Helicteropsis Hochr.
- Hibiscadelphus Rock
- Hibiscus L.
- Howittia F.Muell.
- Humbertiella Hochr.
- Julostylis Thwaites
- Jumelleanthus Hochr.
- Kosteletzkya C.Presl
- Kydia Roxb.
- Lagunaria (A.DC.) Rchb.
- Malachra L.
- Malvaviscus Fabr.
- Megistostegium Hochr.
- Nayariophyton T.K.Paul
- Papuodendron C.T.White
- Pavonia Cav.
- Peltaea (C.Presl) Standl.
- Perrierophytum Hochr.
- Phragmocarpidium Krapov.
- Radyera Bullock
- Roifia Verdc.
- Rojasimalva Fryxell
- Senra Cav.
- Thepparatia Phuph.
- Urena Dill. ex L.
- Wercklea Pittier & Standl.

- Tribù Malveae

- Abutilon Mill.
- Acaulimalva Krapov.
- Akrosida Fryxell & Fuertes
- Alcea L.
- Allosidastrum (Hochr.) Krapov., Fryxell & Bates
- Allowissadula D.M.Bates
- Althaea L.
- Andeimalva J.A.Tate
- Anisodontea C.Presl
- Anoda Cav.
- Asterotrichion Klotzsch
- Bakeridesia Hochr.
- Bastardiastrum (Rose) D.M.Bates
- Batesimalva Fryxell
- Billieturnera Fryxell
- Bordasia Krapov.
- Briquetia Hochr.
- Callianthe Donnell
- Callirhoe Nutt.
- Calyculogygas Krapov.
- Calyptraemalva Krapov.
- Corynabutilon (K.Schum.) Kearney
- Cristaria Cav.
- Dendrosida J.E.Fryxell
- Dirhamphis Krapov.
- Eremalche Greene
- Fryxellia D.M.Bates
- Fuertesimalva Fryxell
- Gaya Kunth
- Gynatrix Alef.
- Herissantia Medik.
- Hochreutinera Krapov.
- Hoheria A.Cunn.
- Horsfordia A.Gray
- Iliamna Greene
- Kearnemalvastrum D.M.Bates
- Kitaibelia Willd.
- Krapovickasia Fryxell
- Lawrencia Hook.
- Lecanophora Speg.
- Malacothamnus Greene
- Malope L.
- Malva Tourn. ex L.
- Malvastrum A.Gray
- Malvella Jaub. & Spach
- Meximalva Fryxell
- Modiola Moench
- Modiolastrum K.Schum.
- Monteiroa Krapov.
- Napaea L.
- Neobaclea Hochr.
- Neobrittonia Hochr.
- Nototriche Turcz.
- Palaua Cav.
- Periptera DC.
- Phymosia Desv.
- Plagianthus J.R.Forst. & G.Forst.
- Pseudabutilon R.E.Fr.
- Rhynchosida Fryxell
- Ripariosida  Weakley & D.B.Poind.
- Robinsonella Rose & Baker f.
- Sida L.
- Sidalcea A.Gray ex Benth.
- Sidasodes A.Gray ex Benth.
- Sidastrum Baker f.
- Sphaeralcea A.St.-Hil.
- Spirabutilon Krapov.
- Tarasa Phil.
- Tetrasida Ulbr.
- Wissadula Medik.